# Словарь греческой и римской географии
«Словарь греческой и римской географии» (англ. Dictionary of Greek and Roman Geography) — словарь, впервые опубликованный в 1854 году. Это последний в серии классических словарей, созданных под редакцией английского учёного Уильяма Смита (1813—1893), которая включала также Словарь греческих и римских древностей и Словарь греческих и римских биографий и мифологии. Согласно заявлению Смита в Предисловии, «Словарь географии … создан, в первую очередь, чтобы проиллюстрировать греческих и римских писателей, позволив прилежным студентам читать их наиболее плодотворным способом». Книга соответствует своему описанию: в двух массивных томах словаря предоставлено детальное описание всех важных стран, регионов, городов, географических объектов, которые встречаются в греческой и римской литературах, не забывая тех из них, которые упомянуты только в Библии. Словарь был переиздан в последний раз в 2005 году.

## Факсимильное издание
- Dictionary of Greek and Roman Geography, Vol. I: Abacaenum — Hytanis
- Dictionary of Greek and Roman Geography, Vol. II part 1: Iabadius — Rodumna
- Smith, William; Dictionary of Greek and Roman Geography, Лондон, (1854) — онлайн версия словаря